# Деррі (аеропорт)
Аеропорт Деррі (англ. City of Derry Airport, (IATA: LDY, ICAO: EGAE)) — аеропорт в Деррі, Північна Ірландія. Знаходиться неподалік від Лох-Фойл (дельта річки Фойл) і від села Еглінтон, графство Лондондеррі, за 13 км NW від міського центру.

## Історія
Аеропорт було побудовано під час Другої світової війни. В 1941 на авіабазі RAF Eglinton базувалася 133-а ескадрилья Королівських ВПС, на озброєнні якої були винищувачі Hurricane. В 1942 тут базувалася 41-а ескадрилья. В 1943 летовище було передано командуванню флотом і отримало назву HMS Gannet, на летовищі стала базуватися 1847-а ескадрилья флоту, яка забезпечувала прикриття конвоїв під час Другої битви за Атлантику.
Після війни авіабаза залишалася під контролем військових до 1950-х, коли Міністерство Оборони повернуло більшу частину землі початковим власникам. Первісна назва аеропорту було «Лондондеррі-Еглінтон Аеропорт», згадувалося зазвичай тільки як «Еглінтон». Перші нерегулярні комерційні рейси здійснювалися з 1960-х, коли Emerald Airways відкрила сполучення з Глазго. В 1970-ті почав роботу Аероклуб Едлінгтон, який працює по сьогоднішній день. В 1978 Рада графства Лондондеррі (сьогодні — Міська рада Деррі) вирішила придбати летовище з метою розвитку транспортної інфраструктури Північно-Західної Ірландії. З тих пір аеропорт розвивався, хоча і досить повільно. Loganair відкрила перший регулярний рейс між Деррі і Глазго в 1979. Тільки через 10 років, в 1989 році, Loganair відкрила другий регулярний рейс (до Манчестеру).
Велика програма розбудови аеропорту здійснювалася Радою з 1989 по 1993, на що було отримано грант Європейського регіонального фонду розвитку. 10.5 млн фт. ст. були витрачені на модернізацію всієї інфраструктури аеропорту, включаючи злітно-посадочні смуги, руліжні доріжки, під'їзні шляхи, навігаційне обладнання і освітлення злітно-посадкової смуги, так само були побудовані новий термінал і пожежне депо. Новий термінал був офіційно відкритий в березні 1994. Назва аеропорту було офіційно змінено на Аеропорт Деррі-Сіті. В цей час було все ще тільки два регулярних маршруту, що перевозять близько 40 000 пасажирів щороку. В 1995 в аеропорту розпочала роботу Jersey European Airways, яка намагалася налагодити маршрут з Деррі-Сіті до аеропорту Белфаст-Сіті.
В 1998 і 1999 рр. в аеропорту були зроблені удосконалення системи безпеки. Так як аеропорт обслуговує як Північну Ірландію, так і Республіку Ірландію, фінансування було отримано від урядів Ірландії, Великої Британії, а також з міського бюджету Деррі. Ці удосконалення забезпечили можливість прийому більших літаків, і Falcon Holidays почала виконувати чартерні рейси вихідного дня з травня 1999, а Ryanair відкрила регулярні рейси з липня 1999 року Рейс Ryanair в Лондон-Станстед виявився вельми популярний, після чого ряд маршрутів відкрила авіакомпанія British Airways. У червні 2004 Aer Arann відкрила рейси в Бірмінгем і Манчестер.
У травні 2006 Європейська комісія схвалила плани інвестування урядів Великої Британії та Ірландії в розвиток аеропорту (15 млн євро).

## Авіалінії та напрямки
| Авіакомпанія | Пункт призначення   |
| ------------ | ------------------- |
| Loganair     | Глазго              |
| Ryanair      | Единбург, Ліверпуль |

## Статистика

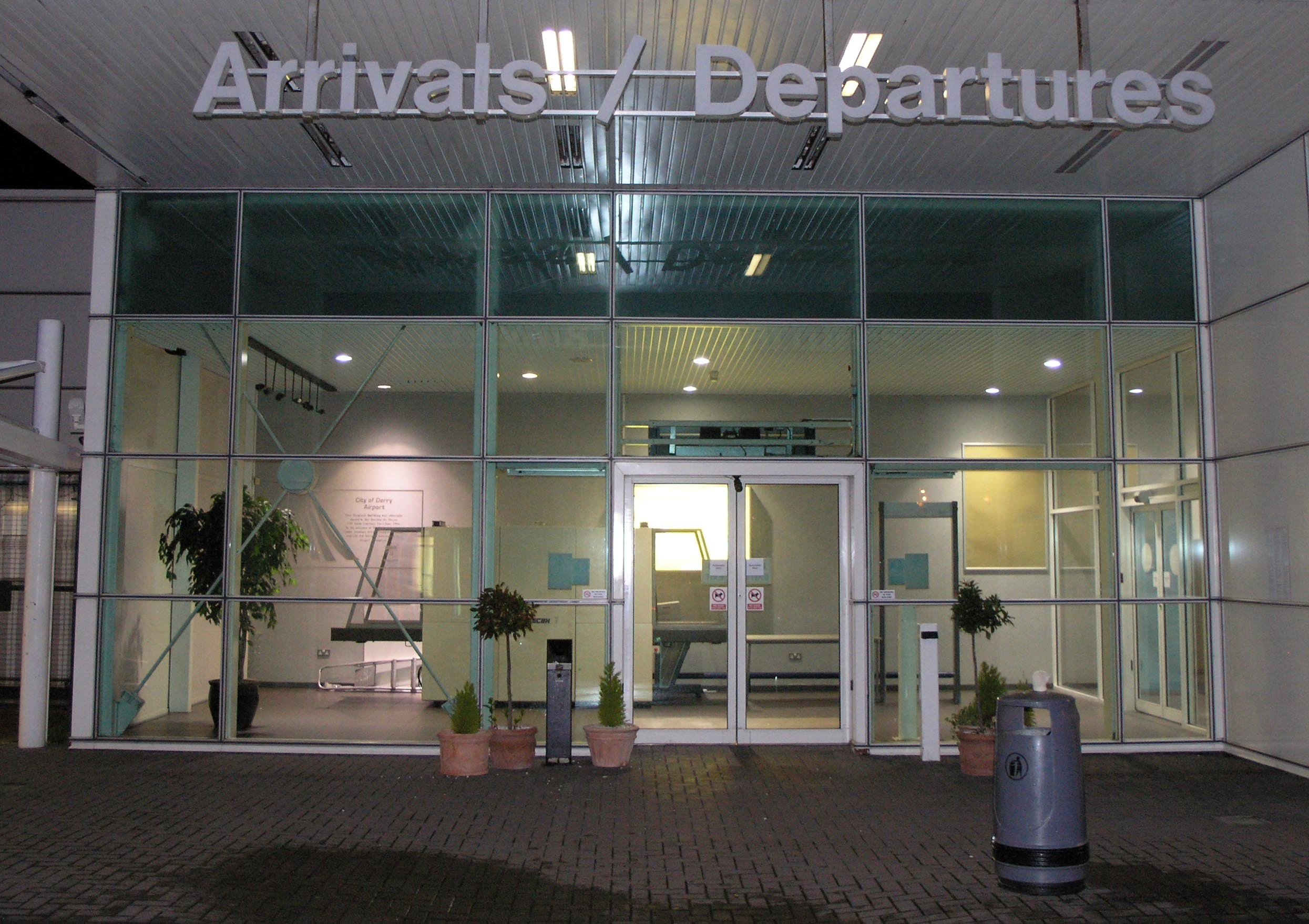
Інтер'єр терміналу

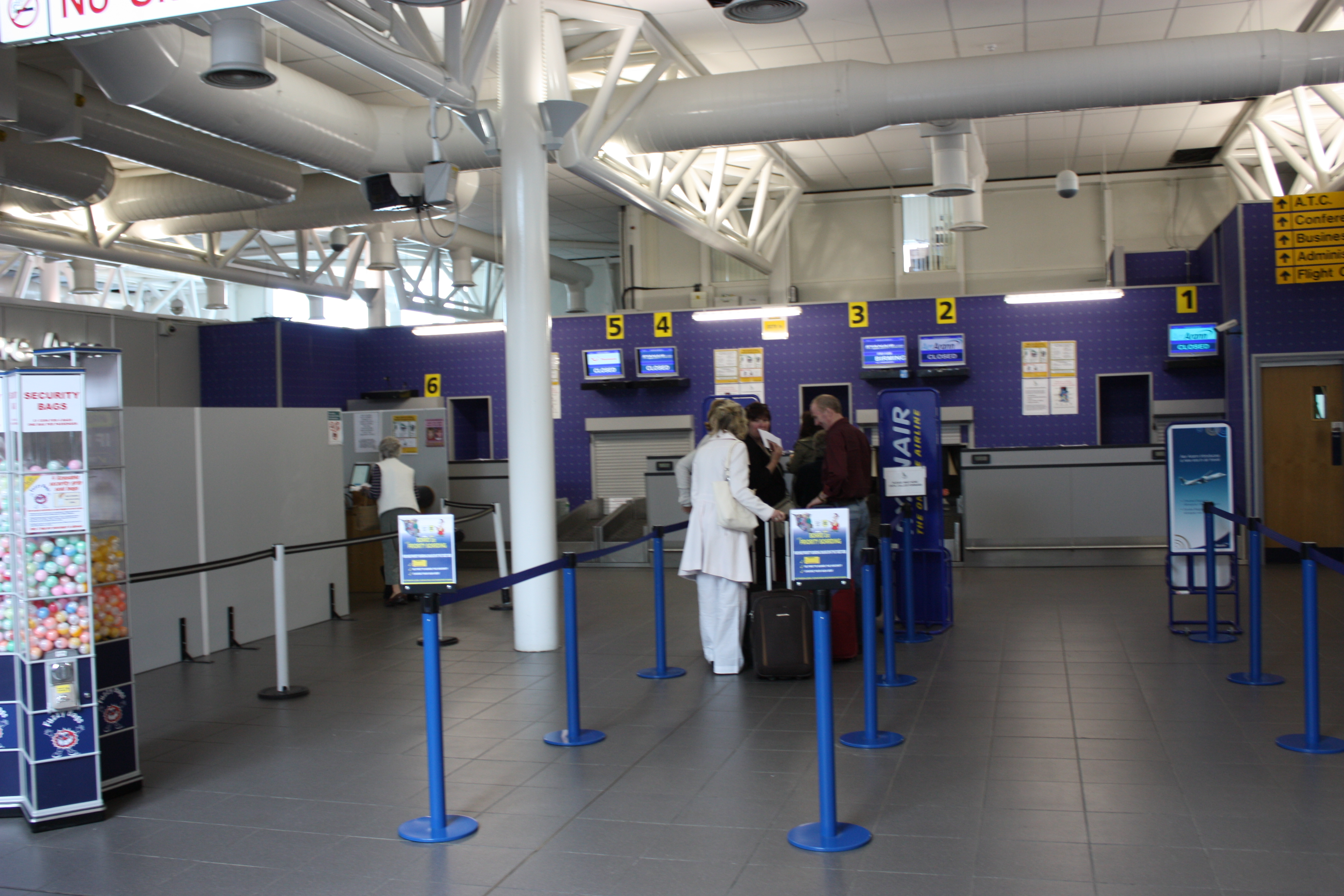
Стійки реєстрації 1–6

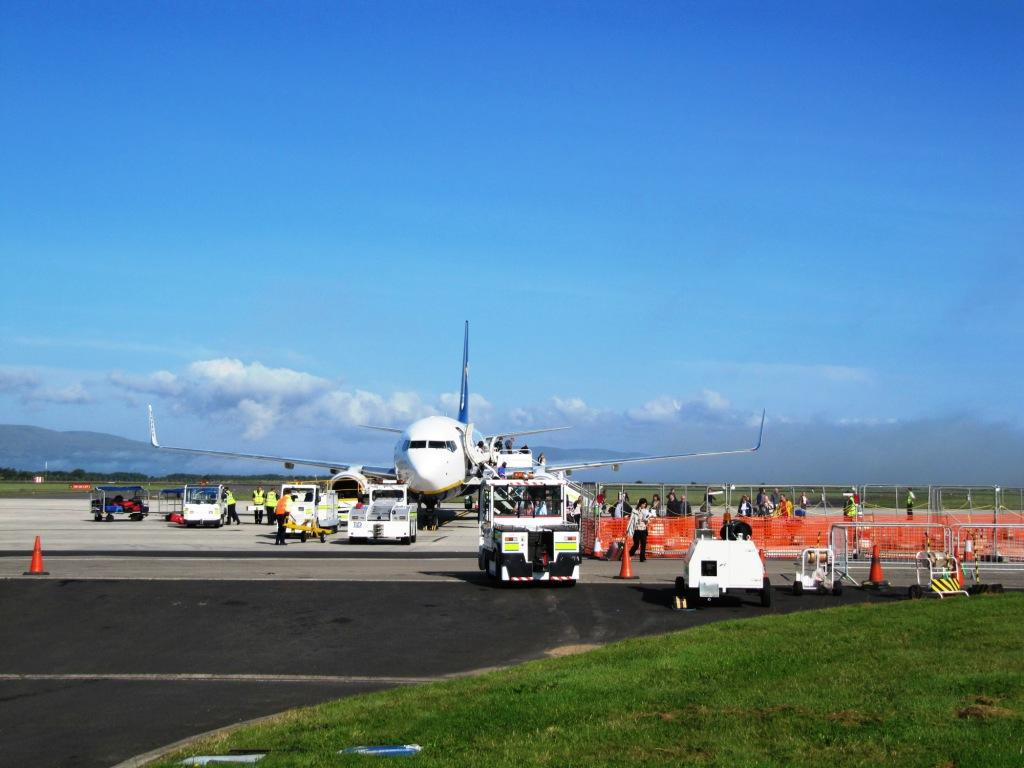
Перон

|      | Пасажирообіг | Авіатрафік |
| ---- | ------------ | ---------- |
| 1997 | 56,043       | 3,121      |
| 1998 | 49,095       | 2,740      |
| 1999 | 103,504      | 2,329      |
| 2000 | 162,704      | 3,261      |
| 2001 | 187,519      | 4,736      |
| 2002 | 199,146      | 4,340      |
| 2003 | 205,505      | 4,728      |
| 2004 | 234,487      | 4,309      |
| 2005 | 199,357      | 4,146      |
| 2006 | 341,719      | 4,748      |
| 2007 | 427,586      | 5,733      |
| 2008 | 438,996      | 5,825      |
| 2009 | 345,857      | 4,185      |
| 2010 | 339,432      | 3,848      |
| 2011 | 405,697      | 3,839      |
| 2012 | 398,209      | 3,326      |
| 2013 | 384,973      | 3,156      |
| 2014 | 350,257      | 2,595      |
| 2015 | 284,485      | 1,927      |
| 2016 | 290,671      | 1,920      |
| 2017 | 193,981      | 1,936      |
| 2018 | 185,843      | TBC        |